# Max Carlier
Pour les articles homonymes, voir Carlier.
Max Carlier est un artiste peintre belge né Albert-Louis Carlier le 16 novembre 1872 à Tourcoing et mort à Bruxelles le 2 mars 1938.

## Biographie
Peintre de l'école belge, il travaille principalement à Bruxelles sur des scènes de genre telles que des intérieurs de cuisine avec des servantes, des dames dans leur boudoir, mais surtout des natures mortes avec des fleurs, des fruits et du gibier ou des natures mortes florales avec des chatons.
Ses œuvres sont signées M.Carlier, Max Carlier, Albert Max ou Max Albert ou sous le pseudonyme M(ax).Bernin. Il a voyagé à travers toute l'Europe et particulièrement en Italie. Il a vécu pendant un petit moment en Bretagne ou il a peint.

## Œuvres

### Aquarelles, pastels
- Nu à l'éventail - pastel sur papier marouflé
- Jeune femme nu au coin du feu, Dessin aquarelle
- Jeune fille à la couture - dessin, aquarelle
- Portait d'une jeune fille - Dessin, aquarelle

### Peintures
- 1928 : Rêverie sur la terrasse au clair de lune
- Les Chiens de chasse
- Fermière portant un panier de fruits
- Nu à sa toilette
- Un soir d'été
- Table garnie de pêches et de roses
- Nature morte aux fleurs
- Nature morte au vase de fleurs, gibier et homard
- Bouquet de fleurs, pêches et raisins sur une tablette de marbre partiellement drapée
- Jeune femme assise de profil
- Bouquet de roses dans un chaudron de cuivre sur une table pliante
- Grappes de raisin et roses
- Roses sur une table garnie d'une étoffe bleue et d'un éventail
- Bouquet de roses violettes
- Assortiment de fleurs dans un vase en cuivre
- Fleurs et grappes de raisins, pêches sur une table nappée
- La Pucelle
- Jeune femme à la lecture
- Élégante au miroir
- Élégante et son chien